# .uk
Pour les articles homonymes, voir UK.

Attributions des adresses en .ukA

.uk est le domaine de premier niveau national (country code top level domain (ccTLD)) réservé au Royaume-Uni. Le domaine a été introduit en 1985, et est géré par la société britannique Nominet. En mars 2012, .uk était le quatrième domaine national de premier niveau le plus populaire dans le monde (après .com, .de et .net), avec plus de 10 millions d'enregistrements,,.
En octobre 1984, le RFC 920, a défini que les domaines nationaux de premier niveau serait généralement composé des deux lettres des codes de pays à deux lettres de la liste ISO 3166-1. GB est le code ISO 3166-1 du Royaume-Uni. Cependant, le domaine .uk avait été créé indépendamment quelques mois auparavant. Par conséquent, .gb n'a jamais été largement utilisé et il n'est plus possible d'enregistrer sous ce domaine.
Avant le 10 juin 2014, il n'était pas possible de réserver directement un domaine de deuxième niveau en .uk. Les domaines devaient être réservés dans des sous-domaines comme .co.uk, .org.uk, .me.uk, .net.uk, .ltd.uk ou .plc.uk. Ainsi, une compagnie ne pouvait réserver le domaine nom.uk, mais devait réserver un nom de la forme nom.co.uk. Cette restriction a été levée le 10 juin 2014.
Le domaine .uk utilise le programme OpenDNSSEC (en) depuis mars 2010 pour gérer la sécurité du domaine.

## Histoire
Comme ce fut le cas pour plusieurs autres domaines de premiers niveau, la gestion du domaine .uk a été initialement confiée à un individu par Jon Postel. Finalement, la gestion du domaine a été transférée à Willie Black de la UK Education and Research Networking Association (en). À l'origine, les demandes de domaine étaient envoyées par courrier électronique, étaient examinées manuellement, puis étaient transmises au UK Naming Committee avant d'être traitées par la UK Education and Research Networking Association. La participation UK Naming Committee était limitée à un groupe de d'importants fournisseurs de services Internet.
Le UK Naming Committee utilisait une liste de diffusion pour transmettre toutes les demandes de domaine à tous les membres du comité. Les membres devraient s'assurer que les demandes rencontraient un ensemble de règles, incluant le fait que le nom proposé devait être très semblable, sinon identique, au nom commercial enregistré de la compagnie demandante. L'accord de tous les membres du comité était nécessaire pour qu'une demande soit acceptée.
Au milieu des années 1990, la croissance de l'Internet, et en particulier l'avènement du World Wide Web avaient poussé le nombre de demandes de noms de domaine à un niveau qui ne pouvait pas être géré par un groupe de gestionnaires bénévoles à temps partiel. Oliver Smith de Demon Internet a alors fourni au comité une série d'outils automatisés, appelé l'automaton, ce qui a formalisé et automatisé le processus d'attribution des noms de domaine. Cela a permis de traiter un plus grand nombre d'inscriptions de façon fiable et rapide. Cela a aussi inspiré des individus comme Ivan Pope (en) à explorer la possibilité d'offrir un service commercial d'enregistrement de noms de domaine. 
Divers plans ont été mis de l'avant pour la gestion du registre de noms de domaine .uk, principalement en provenance de fournisseurs de services Internet, chacun étant naturellement inacceptable pour le reste du comité. En réaction à cette situation, William Black a proposé qu'une entité sans but lucratif gère le domaine. Les entreprises commerciales se sont initialement opposées à cette proposition, mais finalement Nominet UK a été formé en 1996 pour gérer le domaine .uk, un rôle qu'il continue à ce jour.
Jusqu'au 10 juin 2014, il n'était pas possible d'enregistrer un nom de domaine directement sous .uk (comme nomdecompagnie.uk) et un domaine de troisième niveau devait être utilisé (comme nomdecompagnie.co.uk). Depuis le 10 juin, cette restriction a été levée et les noms de domaine sont maintenant enregistrés directement sous le domaine .uk.
Toutefois, certains sous-domaines de .uk délégués avant la création de Nominet sont encore disponibles, par exemple, .mod.uk (ministère de la Défense), .parliament.uk (Parlement), .bl.uk et .british-library.uk (la bibliothèque nationale du Royaume-Uni), .nls.uk (la bibliothèque nationale d'Écosse), .nhs.uk (le service de santé du Royaume-Uni) et .jet.uk (l'Autorité britannique de l'énergie atomique en tant qu'opérateur du réacteur de fusion nucléaire expérimental tokamak du Joint European Torus).
Actuellement, les droits sur le nom de domaine .uk appartiennent à Nominet. Il est possible d'enregistrer directement un nom de domaine auprès de Nominet UK, mais il est plus rapide et moins coûteux de le faire via un bureau d'enregistrement.

## Domaines de premier niveau

### Domaines nationaux de premier niveau  sous administration semi-britannique
- .ac - Sainte-Hélène, Ascension et Tristan da Cunha
- .ai - Anguilla
- .aq - Antarctique
- .bm - Bermudes
- .fk - Îles Falkland
- .gg - Bailliage de Guernesey
- .gi - Gibraltar
- .gs - Géorgie du Sud et les îles Sandwich du Sud
- .im - Île de Man
- .io - Territoire britannique de l'océan Indien
- .je - Jersey
- .ky - Îles Caïmans
- .ms - Montserrat
- .sh - Sainte-Hélène

### Autres domaines de premier niveau associés au domaine .uk
- .cymru
- .eng
- .gb
- .scot
- .london
- .wales

## Domaines de deuxième niveau
- .ac.uk - universités (enseignement supérieur, formation continue et établissements de recherche) et sociétés savantes
- .co.uk - commercial et général
- .gov.uk - gouvernement (central, décentralisé et local)
- .judiciary.uk - tribunaux (à introduire dans un avenir proche)[16]
- .ltd.uk - société de capitaux
- .me.uk - usage général (généralement à usage personnel)
- .mod.uk - Ministère de la Défense britannique et sites publics des Forces armées britanniques
- .net.uk - fournisseurs d'accès à Internet et entreprises de réseaux de télécommunications (contrairement au domaine .net, l'utilisation de .net.uk est limitée à ces utilisateurs)
- .nhs.uk - institutions du  système de la santé publique du Royaume-Uni
- .nic.uk - uniquement pour l'utilisation du réseau (Nominet UK)
- .org.uk - usage général (généralement pour les organismes sans but lucratif)
- .parliament.uk - utilisation parlementaire (seulement pour le parlement du Royaume-Uni et le parlement écossais)
- .plc.uk - sociétés ouvertes à responsabilité limitée
- .police.uk - forces de police[17]
- .sch.uk - les autorités locales d'éducation, les écoles, l'enseignement primaire et secondaire, l'éducation communautaire

### Domaines de second niveau inactifs
- .govt.uk - ancien domaine du gouvernement, maintenant supprimé et remplacé par .gov.uk
- .orgn.uk - ancien domaine des organismes à but non lucratif, maintenant supprimé et remplacé par .org.uk
- .lea.uk - ancien domaine des autorités locales d'éducation, maintenant supprimé et remplacé par .sch.uk
- .mil.uk - le ministère de la Défense a toujours utilisé le domaine mod.uk pour ses domaines externes, mais le ministère utilise mil.uk sur son réseau privé. mil.uk existe seulement comme un enregistrement CNAME (alias) pour mod.uk dans le fichier .uk

### Domaines de second niveau rejetés
- .soc.uk - proposé pour des sites Social and Society
- .cym.uk - proposé pour le Pays de Galles
- .scot.uk - proposé pour l'Écosse